# Condado de Lake (Indiana)
O Condado de Lake (em inglês:  Lake County) é um dos 92 condados do estado americano de Indiana. A sede do condado é Crown Point e sua maior cidade é Hammond. Foi fundado em 15 de fevereiro de 1837.
O condado possui uma área de 1 623 km², dos quais 1 292 km² estão cobertos por terra e 330 km² por água, uma população de 496 005 habitantes, e uma densidade populacional de 383,8 hab/km² (segundo o censo nacional de 2010). É o segundo condado mais populoso de Indiana.